# Club Balonmano Femenino Málaga Costa del Sol
Der Club Balonmano Femenino Málaga Costa del Sol, kurz Costa del Sol Málaga, ist ein spanischer Frauenhandballverein aus Málaga. Aus Sponsoringgründen trat der Verein auch als Rincon Fertilidad Malaga an.

## Geschichte

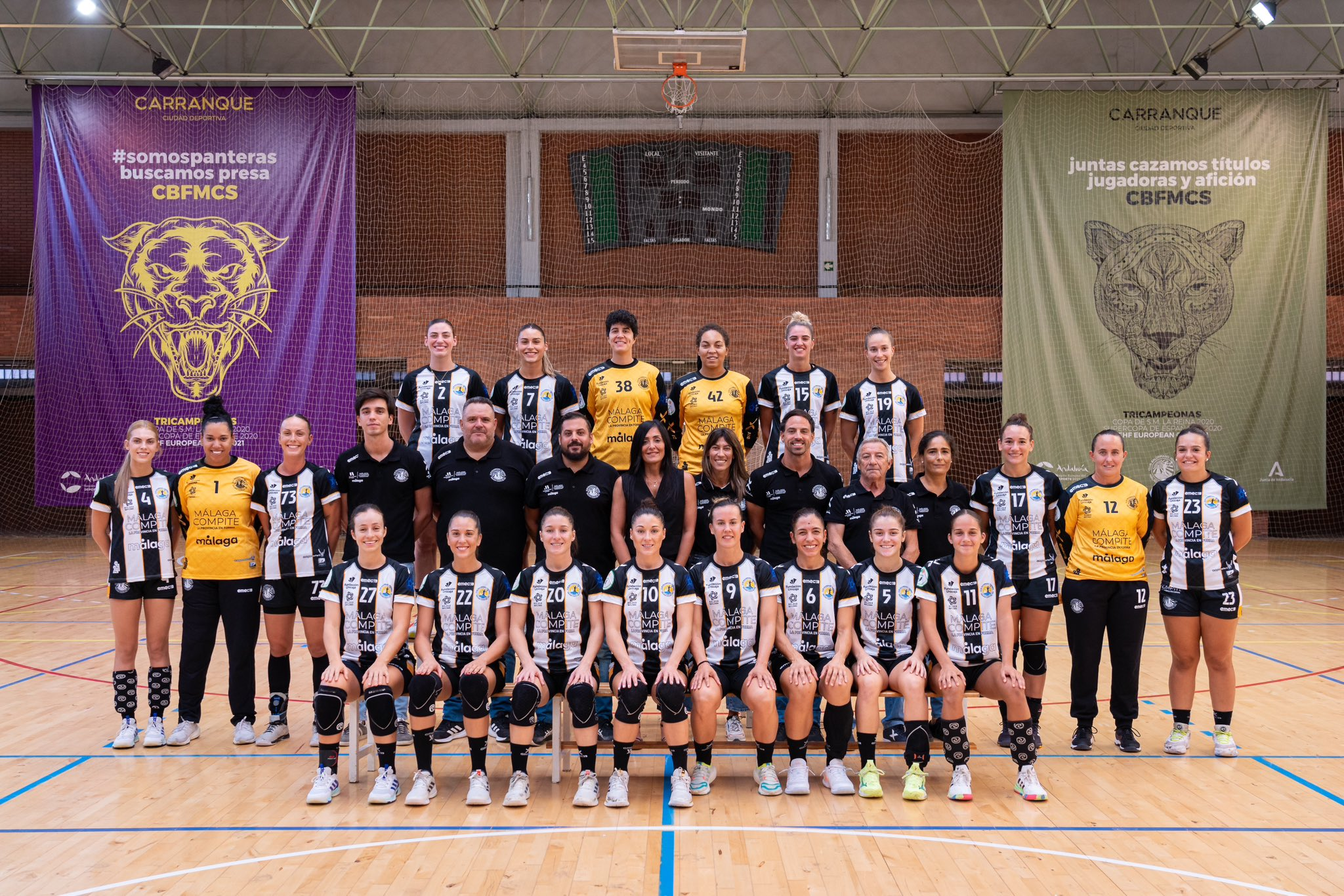
Das Team von Costa del Sol Málaga im September 2024

Dem 1994 gegründeten Verein gelang 1995 erstmals der Aufstieg in die División de Honor, die erste spanische Liga. 1996 stieg man aus der Liga ab, 1999 wieder auf. Auch 2001 stieg die Mannschaft wieder in die zweite Liga ab. 2005 gelang erneut der Aufstieg, 2008 folgte erneut ein Abstieg aus der ersten Liga. Seit dem Aufstieg im Jahr 2014 spielt der Verein durchgehend in der ersten Liga.
2012 gelang erstmals der Gewinn des regionalen Pokalwettbewerbs, der Copa de Andalucía. Im Jahr 2020 konnte der Verein erstmals die Copa de la Reina gewinnen, im Jahr 2021 die Supercopa de España. In der Spielzeit 2022/2023 gelang der Mannschaft der erstmalige Gewinn der spanischen Meisterschaft.
International nahm die Mannschaft seit 2018 an europäischen Vereinswettbewerben teil. Im EHF Challenge Cup 2017/18 wie auch im EHF Challenge Cup 2018/19 erreichte die Mannschaft das Viertelfinale. Sie gewann im Jahr 2021 den EHF European Cup, im Jahr 2022 wurde das Team Zweite in diesem Wettbewerb. 2022 startete das Team erstmals in der EHF European League, schied aber in der 2. Runde der Spielzeit 2022/2023 aus.

## Heimspielstätte
Die Heimspielstätte des Teams ist die Ciudad Deportiva de Carranque in Málaga.

## Erfolge
- Gewinn der spanischen Meisterschaft (2023)
- Gewinn des spanischen Pokalwettbewerbs (2020, 2022)
- Gewinn des spanischen Supercups (2021)
- Gewinn des EHF European Cups (2021)
- Gewinn des regionalen Pokalwettbewerbs (2012, 2013, 2014, 2015, 2016, 2017, 2019, 2021)

## Spielerinnen
siehe Handballspielerinen des Club Balonmano Femenino Málaga Costa del Sol

### Team 2025/2026
Alice Fernandes da Silva, Nayra Solís, Estela Doiro, Silvia Arderius, Soledad López, Estitxu Berasategi, Rocío Campigli, Esperanza López, Laura Sánchez, Isabelle Medeiros, Mercedes Castellanos, Joana Resende, Maider Barros, Bárbara Piñeira, Nicxon Clabel, Rita Campos, Martina Romero; Trainer: Suso Gallardo